# امیرحسین فرهادی
امیرحسین فرهادی (زادهٔ ۲۳ مهر ۱۳۷۹) بازیکن فوتبال اهل ایران است که در پست مدافع برای باشگاه فوتبال استقلال خوزستان بازی می‌کند.